# Surduc
Surduc è un comune della Romania di 3 835 abitanti, ubicato nel distretto di Sălaj, nella regione storica della Transilvania. 
Il comune è formato dall'unione di 7 villaggi: Brâglez, Cristolțel, Solona, Surduc, Teștioara, Tihău, Turbuța.